# Jüdischer Friedhof (Freren)

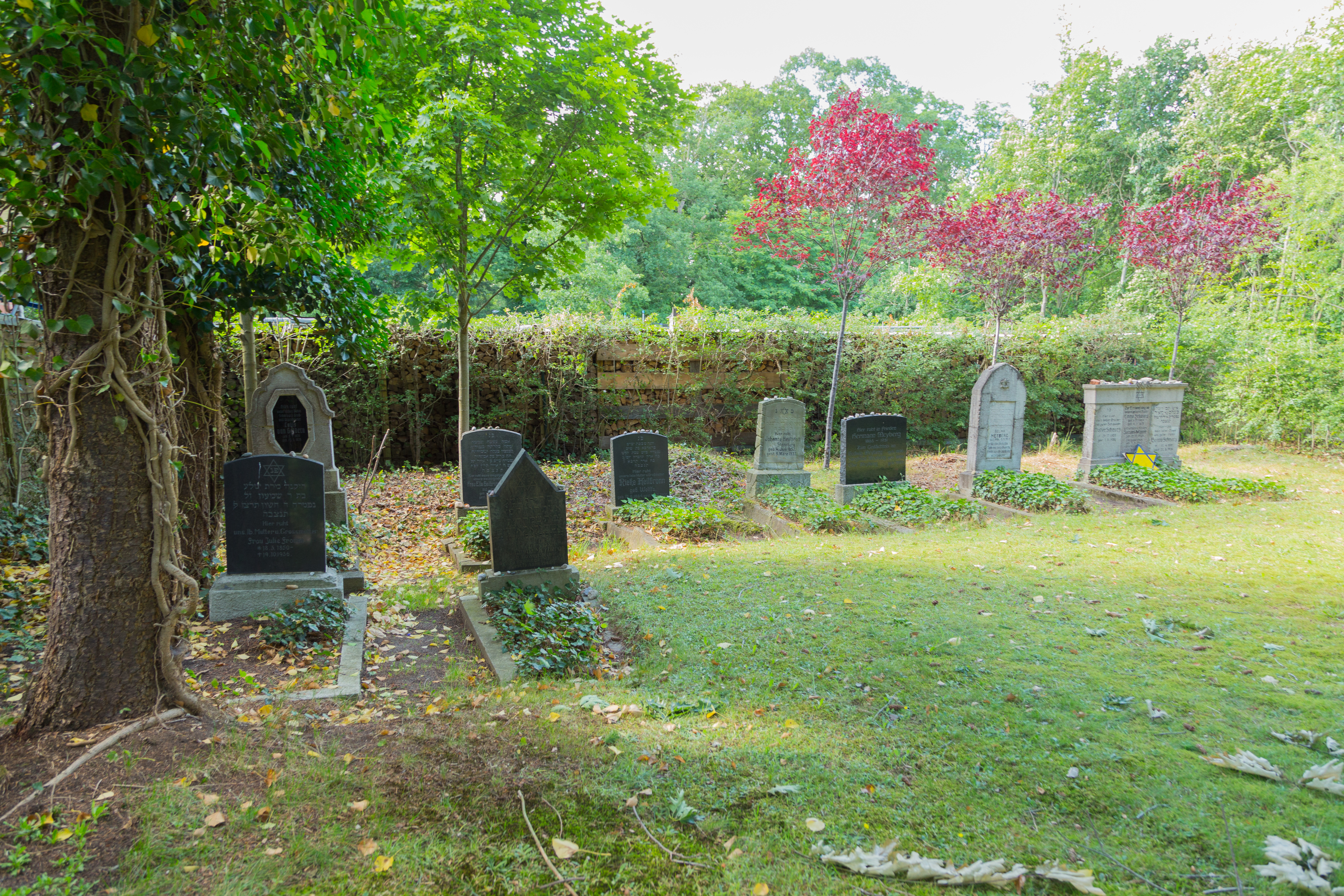
Die neun Grabsteine auf dem Jüdischen Friedhof.

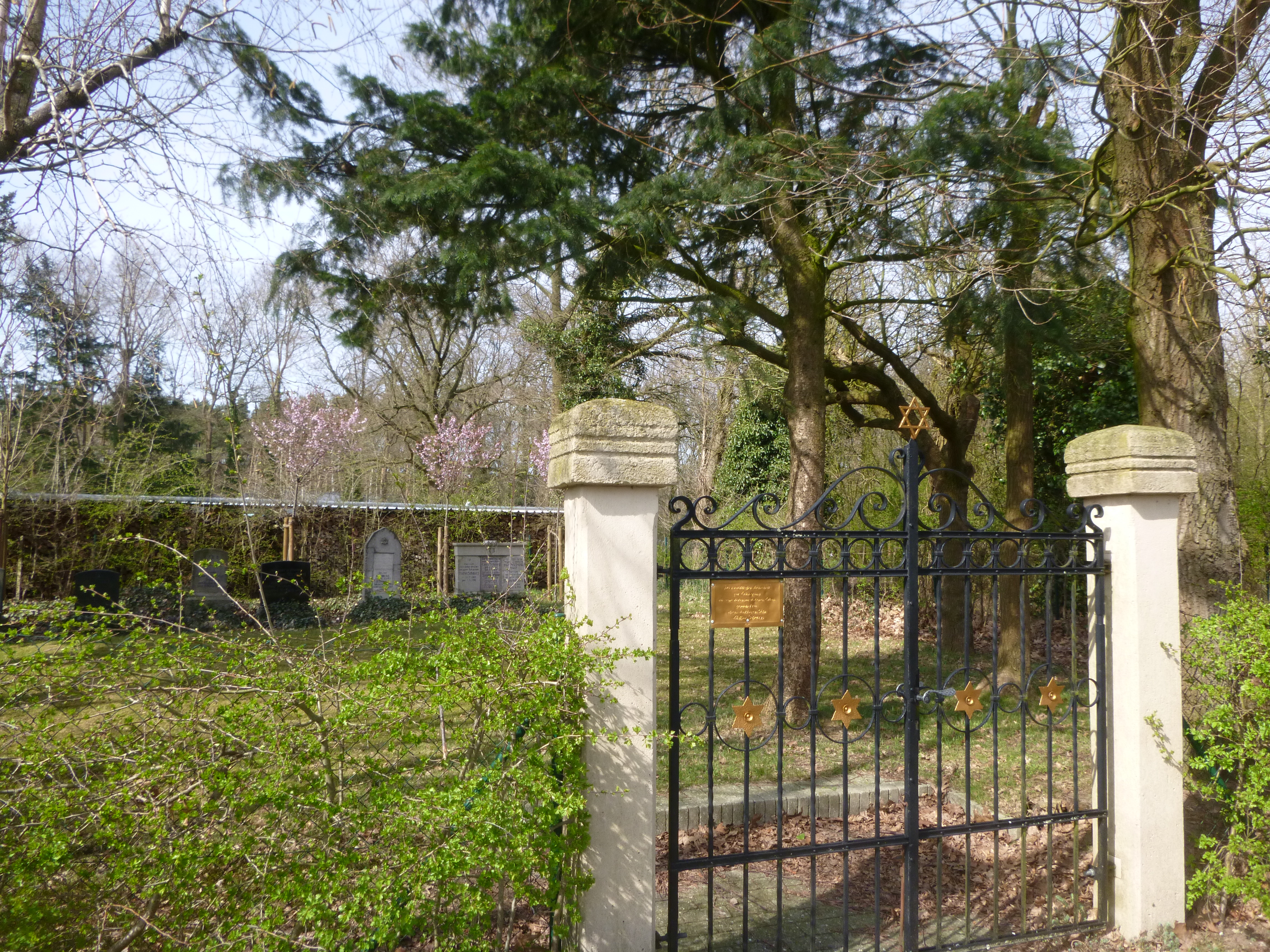
Das von einem Davidstern bekrönte Eingangstor.

Der Jüdische Friedhof Freren befindet sich in der niedersächsischen Kleinstadt Freren im Landkreis Emsland.

## Beschreibung
Der 277 Quadratmeter große Friedhof, der sich seit 1959 im Besitz des Landesverbandes der Jüdischen Gemeinden von Niedersachsen befindet, liegt an der Industriestraße. Es sind neun Grabsteine erhalten.